# 교정 (공학)

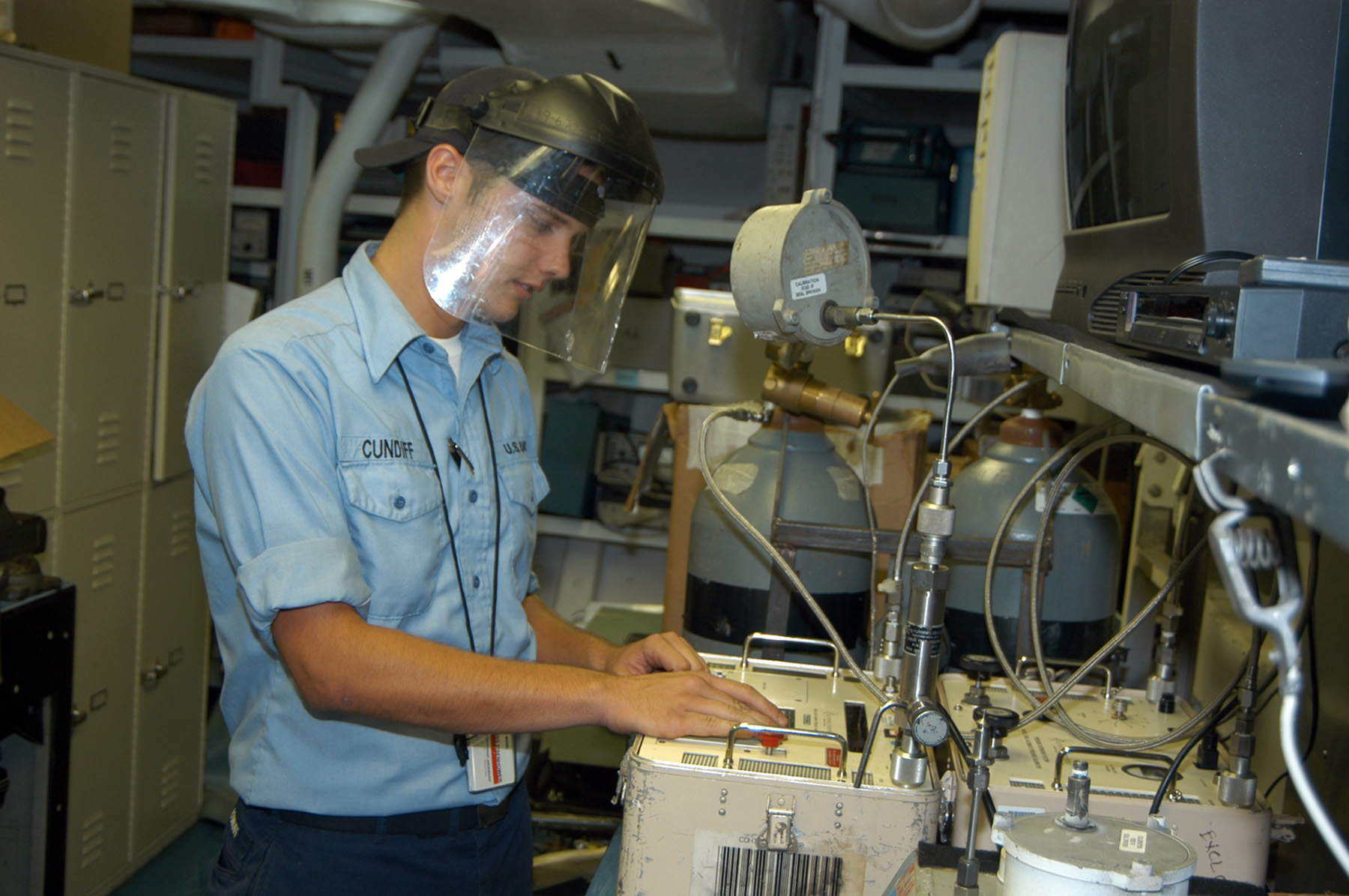
자동 교정: 3666C 자동압교정기(auto pressure calibrator)를 사용하고 있는 미국의 군인.

교정(較正) 또는 캘리브레이션(calibration)은 측정 기술 및 도량형학에서 알려진 정확성에 대한 교정 기준을 가지고 피시험 장치가 전달하는 측정값을 비교하는 일이다. 이러한 기준에는 전압이나 미터자 같은 물리적 인공물과 같은 양을 측정하기 위한 기구도 포함된다.
비교 결과에 따라 피시험 장치에서 눈에 띄는 오류가 없다고 표시되는 경우, 상당한 오류는 인지되지만 조정이 없는 경우, 오류를 적정한 수준으로 교정하는 조정이 있는 경우로 나타날 수 있다. 정확히 이야기하면, 캘리브레이션이라는 용어는 단지 비교 행위이며 최종적인 조정이 포함되지는 않는다.

## 같이 보기
- 측정 기하학